# Укромное (Крым)
Укро́мное (до 1945 года Но́во-Сара́буз; укр. Укромне, крымскотат. Yañı Sarabuz, Янъы Сарабуз) — село в Симферопольском районе Республики Крым, центр Укромновского сельского поселения (согласно административно-территориальному делению Украины — Укромновского сельского совета Автономной Республики Крым).

## Население
| 2001 | 2014  | 2021  |
| ---- | ----- | ----- |
| 4704 | ↘4567 | ↗4980 |

Всеукраинская перепись 2001 года показала следующее распределение по носителям языка
| Язык             | Процент |
| ---------------- | ------- |
| русский          | 71,98   |
| крымскотатарский | 19,28   |
| украинский       | 7,93    |
| другие           | 0,19    |

### Динамика численности
| - 1887 год — 653 чел. (из них 105 в Новом Сарабузе) - 1926 год — 570 чел. - 1939 год — 708 чел. - 1974 год — 4484 чел. | - 1989 год — 4552 чел. - 2001 год — 4704 чел. - 2014 год — 4567 чел. |

## Современное состояние
В Укромном 25 улиц, 5 переулков и 3 разъезда, площадь, занимаемая селом, 332,7 гектара, на которой в более, чем 1200 дворах, по данным сельсовета на 2009 год, числилось 5,5 тысяч жителей. В селе действуют муниципальное бюджетное общеобразовательное учреждение «Укромновская школа» и детский сад «Журавлик», амбулатория, церковь блаженной Ксении Петербургской и мечеть «Яны Сарабуз джамиси», работает магазин Крымпотребсоюза.

## География
Укромное расположено в центре района, примерно в 16 километрах (по шоссе) от Симферополя, фактически — в 1,5 км от относящегося к городу посёлка Аэрофлотский. Село лежит на автодороге 35К-001 Красноперекопск — Симферополь (по украинской классификации Автодорога Н-05), высота центра села над уровнем моря — 177 м. Укромное входит в своего рода агломерацию из слившихся сёл, протянувшуюся на 20 километров вдоль Салгира от окраины Симферополя до села Красная Зорька: выше по реке примыкает Совхозное, ниже — Софиевка.

## История

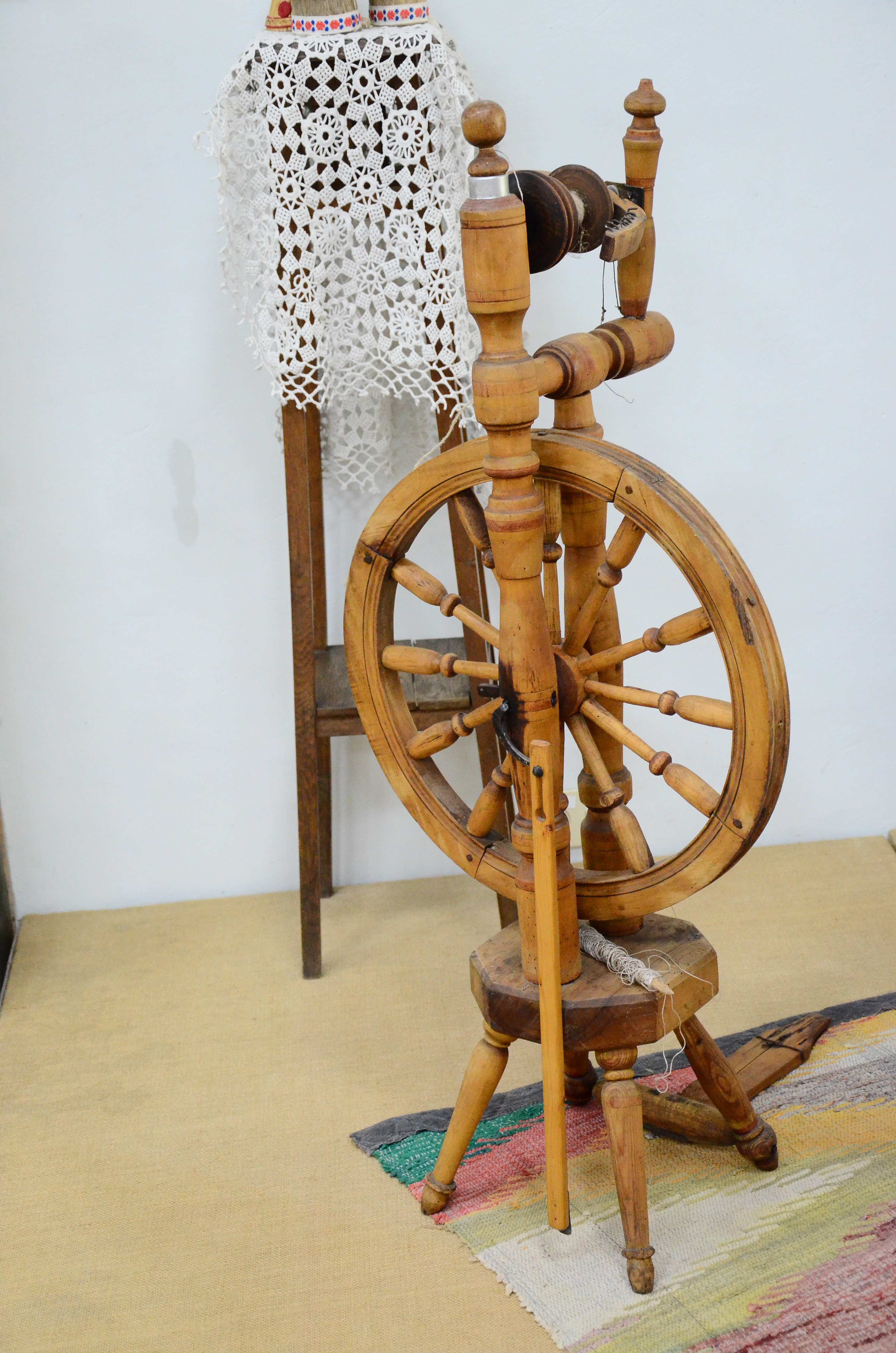
Прялка 1930-х годов из Сарабуза, хранящяяся в Крымском этнографическом музее

Впервые в доступных источниках селение встречается в «Памятной книге Таврической губернии 1889 года», по результатам Х ревизии 1887 года, согласно которой в Сарабузской волости Симферопольского уезда числилась деревня Новый Сарабуз с 16 дворами и 105 жителями.
После земской реформы 1890 года Сарабузскую волость ликвидировали и Сарабузы отнесли к Подгородне-Петровской волости. По «…Памятной книжке Таврической губернии на 1892 год» в одной, без разделения на участки, деревне Сарабуз, входившей в Сарабузское сельское общество, числилось 252 жителя в 76 домохозяйствах. На подробной карте 1892 года обозначена одна деревня, подписанная, как Сарабузы, с 98 дворами и смешанным русско-болгарско-татарским населением (Новый Сарабуз на картах не значится). По «…Памятной книжке Таврической губернии на 1902 год» в деревне Сарабуз болгарский, входившей в Сарабузское сельское общество, числилось 210 жителей в 44 домохозяйствах. По Статистическому справочнику Таврической губернии. Ч.II-я. Статистический очерк, выпуск шестой Симферопольский уезд, 1915 год, в деревне Сарабуз Болгарский Подгородне-Петровской волости Симферопольского уезда, числилось 54 двора с болгарским населением, при этом жителей не числилось, но к селу было приписано  2150 десятинами земли. На 1917 год в селе действовала церковь.
После установления в Крыму Советской власти, по постановлению Крымревкома от 8 января 1921 года была упразднена волостная система и село включили в состав вновь созданного Сарабузского района Симферопольского уезда, а в 1922 году уезды получили название округов. 11 октября 1923 года, согласно постановлению ВЦИК, в административное деление Крымской АССР были внесены изменения, в результате которых был ликвидирован Сарабузский район и образован Симферопольский и село включили в его состав. Согласно Списку населённых пунктов Крымской АССР по Всесоюзной переписи 17 декабря 1926 года, в селе Сарабуз Болгарский, Ново-Сарабузского сельсовета Симферопольского района, числилось 130 дворов, из них 127 крестьянских, население составляло 570 человек, из них 352 болгарина, 182 русских, 8 татар, 8 эстонцев, 4 грека, 4 украинца, 3 немцев, 7 записаны в графе «прочие», действовала болгарская школа (хотя такого села, как Ново-Сарабуз, в списках не значится). В 1929 году в селе был образован колхоз «Маяк». По данным всесоюзной переписи населения 1939 года в селе проживало 708 человек.
В 1944 году, после освобождения Крыма от фашистов, согласно Постановлению ГКО № 5859 от 11 мая 1944 года, 18 мая крымские болгары из Сарабуза были депортированы в Среднюю Азию. 12 августа 1944 года было принято постановление № ГОКО-6372с «О переселении колхозников в районы Крыма» и в сентябре 1944 года в район приехали первые новосёлы (214 семей) из Винницкой области, а в начале 1950-х годов последовала вторая волна переселенцев из различных областей Украины. Официально указом Президиума Верховного Совета РСФСР от 21 августа 1945 года в Укромное было переименовано село Ново-Сарабуз (видимо, исходя из переименования Ново-Сарабузского сельсовета в Укромновский), хотя более вероятна версия, что переименован был Сарабуз Болгарский. С 25 июня 1946 года Укромное в составе Крымской области РСФСР, а 26 апреля 1954 года Крымская область была передана из состава РСФСР в состав УССР.
Решением Крымоблисполкома от 8 сентября 1958 года № 834 к Укромному присоединили расположенные рядом сёла Кадровое и Соловьёвка. Время упразднения сельсовета и включения Укромного в состав Мирновского пока не установлено: на 15 июня 1960 года село уже числилось в его составе. Указом Президиума Верховного Совета УССР «Об укрупнении сельских районов Крымской области», от 30 декабря 1962 года Симферопольский район был упразднён и село присоединили к Бахчисарайскому. 1 января 1965 года, указом Президиума ВС УССР «О внесении изменений в административное районирование УССР — по Крымской области», вновь включили в состав Симферопольского. Решением Крымского областного Совета депутатов трудящихся от 6 августа 1965 года № 675 из Мирновского сельсовета выделен Укромновский с центром в Укромном.
В период с 1960 (на это год уже не числится) по 1968 год к Укромному присоединено село Болград (согласно справочнику «Крымская область. Административно-территориальное деление на 1 января 1968 года» — с 1954 по 1968 год). На 1974 год в Укромном числилось 4484 жителя. По данным переписи 1989 года в селе проживало 4552 человек. С 12 февраля 1991 года село в восстановленной Крымской АССР, 26 февраля 1992 года переименованной в Автономную Республику Крым. С 21 марта 2014 года в составе Крыма аннексировано Россией.